# Première maison de Mayenne
 (octobre 2017).
L'abbé Angot parle de la question des fables qui encombrent les origines de l'histoire de Mayenne. Il développe par la suite ses prétendus seigneurs antérieurs au XIe siècle.
Après avoir démontré péremptoirement que la féodalité héréditaire n'existe pas en Mayenne avant le XIe siècle, M. Bertrand de Broussillon en arrive à Mayenne : « Pour Mayenne, dit-il, qui passe pour avoir été un fief dès le IXe siècle, et à qui Guyard de la Fosse donne pour seigneurs à cette époque : Méen, Ruellon, Aubert, Geoffroy et Juhel, la charte 245 du Cartulaire de Saint-Vincent vient préciser les faits de manière à ne laisser aucun doute sur le nom de son premier seigneur, et sur la date de son inféodation. Cet acte, dont la rédaction se place entre 1067 et 1070, fut approuvé par Geoffroy, fils d'Hamon, lequel Geoffroy avait reçu de Foulques Nerra, comte d'Anjou, soit entre 1014 et 1040, la propriété du château de Mayenne. Cette inféodation ne saurait évidemment être placée avant l'an mil, sans attribuer à Geoffroy une longévité d'autant plus exagérée qu'il vivait encore après 1082. »
Ainsi Mayenne a cet avantage, au point de vue de la clarté historique, qu'un texte écrit vient corroborer à son sujet les données générales de l'histoire. Le procès est donc jugé sous ce rapport : il n'y a point de seigneur de Mayenne avant Geoffroy, fils d'Hamon.
L'abbé Angot apporte une preuve indirecte de ce fait acquis, en montrant comment s'est formée la légende qui prétendrait donner à Mayenne plusieurs générations de seigneurs antérieurs à la féodalité héréditaire.

## Légende
Les comtes d'Anjou, les ducs de Bretagne, d'après leurs anciens annalistes, avaient eus aussi des origines fabuleuses et remontaient aux Troyens. Les sires de Laval, se contentaient de descendre d'un neveu de Charlemagne. Mais ces légendes au moins avaient pour elles la consécration d'une antiquité assez reculée. Guy-Walla en particulier et ses premiers successeurs étaient admis par la tradition quand le chanoine Pierre Le Baud leur donnait entrée dans son histoire au commencement du XVIe siècle. Méen, au contraire, et ses héritiers apocryphes sont d'invention récente, et la source unique où leur légende prend naissance est selon l'abbé Angot, parfaitement connue ou du moins facile à connaître.

### Gilles Ménage
Gilles Ménage qui est le premier à imprimer ces faussetés, en mettant des restrictions à sa croyance, nous dit : « J'apprans d'un écrit, intitulé Remarques sur l'histoire des Sgrs du Duché de Maïenne, qui m'a été communiqué par M. Hoyau, procureur du Roi de la Prévosté du Mans, et qui a esté composé par M. Le Goué, lieutenant général de Maïenne, que Méen, sgr de Maïenne fut père de Ruellan, aussi sgr de Maïenne ; et que ce Ruellan de Maïenne eut une fille unique qui s'appela Melissande, laquelle fut mariée à Aubert, sgr de Maïenne, du chef de cette Melissande… »
Et pour la confirmation de toutes ces choses, continue Ménage, M. Le Goué cite un ancien Mémoire dressé par un Religieux de Saint-Mars-sur-la-Futaie. Le même auteur invoque aussi le témoignage d'un autre Mémoire dressé par Foulques de Savigny, moine de Savigny. Telle est l'unique autorité mise en avant par l'auteur de l'Histoire de Sablé.
Ménage indique carrément que les affirmations de M. Le Goué contiennent des invraisemblances par trop fortes. Aubert, pour obtenir la main de l’héritière de Mayenne, devait s'engager « à porter le nom et les armes de Maïenne. ».

### Guyard de la Fosse
Pour Guyard de la Fosse : « Nous tirons le commencement de la liste des seigneurs de Mayenne, dit-il, de quelques anciens manuscrits ; d'un, entre autres, dressé par un moine de Saint-Médard-sur-la-Futaye. » Ne croyons pas, d'après cela, que l'abbé Guyard connaissait de visu le manuscrit du moine, il affirme seulement que M. Le Goué l'avait vu ; il affirme la même chose du Mémoire de Foulques, religieux de Savigny, et jamais, en fait, il n'invoque d'autres autorités quand il s'agit des seigneurs de ces âges nébuleux. Seulement, l'exemplaire du travail de M. Le Goué consulté par Guyard, n'était pas le même que celui qui fut mis à la disposition de Ménage. « M. Le Goué, président au grenier à sel de Mayenne, m'a prêté, dit-il, le petit manuscrit de son aïeul. »
Ainsi, pour l'abbé Angot, M. Le Goué seul a vu les deux Mémoires attribués à deux religieux, l'un du Prieuré de la Futaie, l'autre, nommé Foulque, moine de Savigny, ou même Foulque de Savigny. Ménage et Guyard de la Fosse ont vu deux exemplaires du manuscrit de Jean Le Goué, qui vivait au milieu du XVIIe siècle.
L'abbé Angot ajoute que René de Quatrebarbes, l'auteur de la Généalogie de la Maison de Quatrebarbes, connaissait aussi ce travail du lieutenant de Mayenne, son contemporain. Mais depuis, personne ne l'a vu et jusqu'à ce qu'il s'en retrouve une copie on ne le connaîtra que par des mentions d'auteurs de seconde main. Ceux mêmes qui l'ont copié en avaient assez pauvre opinion. Guyard de la Fosse le trouve presque toujours en défaut à partir de l'époque où les documents vraiment historiques lui permettent de contrôler ses affirmations. « Toutes ces choses me sont suspectes, dit l'abbé, et à l'égard des armes de la Maison de Maïenne on ne peut avoir stipulé que cet Aubert les porteroit puisqu'il vivoit au commencement du Xe siècle, et que les armes de famille qui passent aux successeurs ne sont que du commencement du XIIe siècle. »

## Généalogie (historicité discutée)
```
Méen de Domnonée, prince 
breton
, descendant des 
rois de Domnonée
.
│
├─>Ruellan du Cotentin  (
870
-
933
), gouverneur du 
Cotentin

│  X
│  │
│  ├─> Mélissende de Mayenne (
890
), dame de Mayenne
│  │  X Aubert du Maine
│  │  │
│  │  ├─> Geoffroy 
I
er
 de Mayenne (
915
-
980
)
│  │  │  X
│  │  │  │
│  │  │  ├─> Méen 
I
er
 de Fougères (
965
-
1005
), seigneur de 
Fougères

│  │  │  │  X
│  │  │  │
│  │  │  X
│  │  │  │
│  │  │  ├─> Isemberg de Mayenne (
970
), seigneur du 
Lude

│  │  │  │  X Ildeburge du Château du Loir
│  │  │  │
│  │  │  X
│  │  │  │
│  │  │  ├─> Sigebrand de Mayenne (
970
), seigneur de 
Lavardin

│  │  │  │  X Eveline de Lavardin
```

## Une pièce falsifiée
Si les deux mémoires de la Futaye et de Savigny, si le manuscrit même de M. Le Goué sont perdus, il nous reste une des pièces qui furent falsifiées pour établir la filiation d’Aubert de Mayenne. Elle a été utilisée plusieurs fois, soit à cause des notions généalogiques qu'elle contient, soit pour les renseignements qu'elle donne sur des fondations religieuses.
L'abbé de la Fosse, Ménage aussi peut-être, en connaissaient le texte. Depuis on n'a jamais eu recours qu'à l'analyse qu'en donnent ces deux auteurs. Il en existe plusieurs copies,.
En résumé nous y apprenons qu'Aubert, fils de Geslin et seigneur de Mayenne, du consentement de Melissande, sa femme, donna, le 21 mars 922, à Simon, abbé de Saint-Jouin-de-Marnes et de Saint-Martin-de-Vertou, les églises paroissiales de Saint-Mars-sur-la-Futaie et de Saint-Martin de Landivy, ainsi que les prieurés de Saint-Jacques d'Ernée et de Saint-Barthélemy-de-l'Habit, avec des droits utiles et féodaux considérables. Emery de la Dorée, Gélin d'Ernée, Geoffroy de Gorron et plusieurs autres avaient apposé leur seing à cette charte, datée sans hésitation du mois de mars, le XII des calendes d'avril, le jeudi de la troisième semaine de carême, le 24e jour de la lune, et de l'année 922.
Pour l'abbé Angot, cette charte est certainement fausse pour la date, qui ne concorde avec aucun des éléments fournis par son auteur lui-même. En 922 ou 923 (n.s.) Pâques arrive le 6 avril, le jeudi de la troisième semaine de carême est le 13 mars, III des ides du même mois, et la lune est à son 22e jour. Elle est fausse pour les noms qui y figurent. Aubert, seigneur de Mayenne, ne peut être admis ; l'auteur du Cartulaire de Laval l'a prouvé et l'abbé Angot montre, de son côté, quel est l'annaliste qui a voulu lui donner place dans ses listes, ainsi qu'à ses deux successeurs et aux ancêtres de sa femme. Il n’y a aucun fond à faire sur ce document, non plus que sur les mémoires supposés des deux moines.
En conclusion, il est acquis que la féodalité héréditaire n'existe pas pour les seigneuries vassales du comté de l'Anjou et du Maine avant le XIe siècle. Un texte très net, clairement interprété par les éditeurs du Cartulaire de Saint-Vincent et par M. Bertrand de Broussillon, contient la  justification de ce fait applicable à l'histoire de Mayenne. Les seigneurs du IXe siècle et du Xe siècle sont donc fabuleux. En second lieu, la légende qui établirait ces personnages en tête de la liste des seigneurs historiques a pour source unique un double mémoire aujourd'hui absolument inconnu dans son texte et une charte fausse.

## Auteur de la falsification
La question posée par l'abbé Angot revient à celle-ci : M. Le Goué est-il l'auteur du faux ou bien a-t-il été mystifié le premier, ou encore est-il complice dans la fabrication des documents apocryphes ? Pour lui, le lieutenant mayennais n'est pas l'auteur principal de la mystification, l'idée même n'en a pas germé à Mayenne.
La maison de Laval avait ses fables déjà reçues au XVe siècle. Château-Gontier et Craon, dont les familles seigneuriales étaient éteintes dès le XIVe siècle, n'ont pas de légendes fausses mêlées à leur histoire. Mayenne se trouvait dans ce dernier cas. Le dernier Juhel III de Mayenne mourait en 1220 et sa descendance même par les femmes se perdait bien vite dans des alliances qui faisaient oublier l'ancien nom de Mayenne. Au milieu du XVIIe siècle surtout, époque où naît la légende, le duché de Mayenne ayant été acquis par le cardinal Mazarin, personne ne pouvait être intéressé, d'amour-propre ni à un autre titre, à créer des ancêtres aux seigneurs historiques de Mayenne.
Qui donc, au contraire, avait intérêt à remonter ces générations jusqu'à Ruellan, jusqu'à Méen, jusqu'au IXe siècle ? Pour l'abbé Angot, assurément personne autant que Jean-Baptiste de Goué, seigneur de la terre de Goué, en Fougerolles. Pourquoi cela ? Parce que voulant se doter d'une série d'ancêtres dont aucun degré ne manque jusqu'au Xe siècle, il fallait bien que les hauts seigneurs dont il était vassal remontassent à la même époque, et même un peu plus haut pour observer les convenances hiérarchiques.
Pour l'abbé Angot, ses relations avec Jean Le Goué, lieutenant de Mayenne, sont certaines et multiples. L'abbé Angot insiste sur la similitude de procédés quand il s'agit d'inventer les seigneurs apocryphes, et quand on veut mettre sur pied une croisade qui ne l'est pas moins.

## Conclusion
Pour l'abbé Angot, Jean-Baptiste de Goué est aussi le créateur des seigneurs fabuleux de Mayenne.
Les cinq pièces introduisant dans la famille de Mayenne la lignée d'Hamelin qui n'en eut point puisqu'il laissa la baronnie à son frère, et dont les personnages changent de noms, d'enfants et d'état civil, proviennent du chartrier de Goué. La croisade de Mayenne a des tares spéciales dans les prescriptions révélatrices du faussaire. La charte de 1112 calquée sur celle de la fondation de Savigny pour les personnages, les témoins, les dates, et faite pour doter un parent de M. de Goué du droit d'écu in vitria et de litres aux murs d'une église est une gageure.
Il faut rejeter non seulement les Aubert de 922, les Geoffroy Ier et Juhel Ier, mais la branche parasite d'Hamelin. qui aurait eu des enfants, Robert et Constance ou Clémence, au choix, et des petits-enfants, d'après les pièces fausses du chartrier.
Geoffroy II de Mayenne, fils d'Hamon, eut certainement une longévité rare. Gaultier, son fils, était marié à Adeline avant 1050. Le père vécut jusqu'en 1098, et Gaultier et Adeline lui succédèrent après un court interrègne d'Hugue, leur oncle, pendant une absence sans doute. Le Cartulaire de Saint-Julien de Tours établit le premier terme de cette thèse ; les annales de Mayenne, le second.

### Source
- Abbé Angot, Les croisés et les premiers seigneurs de Mayenne : origine de la légende. Goupil, 1897.  ;
- Abbé Angot, Les deux faussaires et le pseudo-trésor de Goué (1614-1690), dans le Bulletin de la Commission historique et archéologique de la Mayenne, 1911, t. 27, p. 341-370 .